# Popasna
Popasna (en ucraniano: Попасна; en ruso: Попа́сная, romanizado: Popásnaya) es una ciudad ucraniana perteneciente al óblast de Lugansk. Situada en el este del país, era el centro del raión de Popasna hasta 2020, aunque ahora es parte del raión de Sievierodonetsk y del municipio (hromada) de Popasna.
La ciudad se encuentra ocupada por Rusia desde el 8 de mayo de 2022, siendo administrada como parte de la de facto República Popular de Lugansk.

## Geografía
Popasna está situada a 71 kilómetros al oeste de Lugansk

## Historia
Popasna se fundó en la línea ferroviaria a Debáltseve y Kramatorsk como estación de ferrocarril en 1878. Desde 1910, el lugar ha sido un importante nudo ferroviario.
De 1912 a 1931, se construyeron una fábrica de ladrillos de silicato, una fábrica de vidrio, tres escuelas, bibliotecas, un depósito de locomotoras y un taller de reparación de automóviles. Popasna recibió el estatuto de ciudad en 1938.Con la elevación a la ciudad, el lugar recibió el nombre de LM Kaganovicha en honor al político soviético Lázar Kaganóvich.
Durante la Segunda Guerra Mundial, entre 1941 y 1943, los ocupantes alemanes operaron una prisión nazi en la ciudad. Desde 1944 el pueblo se llama nuevamente Popasna.
Un periódico local comenzó a publicarse en la ciudad en marzo de 1979.

### Guerra del Dombás
Según los informes de la guerra del Dombás, el 19 de junio de 2014, las fuerzas ucranianas aseguraron Popasna de manos de los separatistas prorrusos. El 8 de julio de 2014, militantes separatistas retomaron el control de la localidad. El 22 de julio de 2014, el batallón Dombás ucraniano recuperó la ciudad de manos de los separatistas, que la abandonaron ese día.
Posteriormente, la ciudad fue objeto de bombardeos de artillería y ataques con cohetes periódicos, así como ataques terrestres ocasionales de los separatistas durante años. También se han colocado minas terrestres cerca de Popasna. Para marzo de 2015, la ciudad solo tenía dos tiendas con algunos productos básicos y una farmacia y los residentes recibieron distribución de alimentos a través de una organización de voluntarios. Los residentes también se quejaron de tener que pagar los servicios públicos y de haber sido privados de las prestaciones sociales proporcionadas por el gobierno ucraniano.

### Invasión rusa de Ucrania
A principios de marzo de 2022, durante la invasión rusa de Ucrania, Popasna fue atacada por fuerzas rusas. Durante la batalla del Dombás (2022), la ciudad estuvo en el frente de batalla entre Rusia y Ucrania. En los enfrentamientos cerca de Popasna, las fuerzas rusas dañaron o destruyeron todas las propiedades del centro de la ciudad. El gobernador del óblast de Lugansk, Serhiy Haidai, afirmó que las fuerzas rusas estaban "eliminando [Popasna] del mapa de la región de Lugansk".
El 8 de mayo de 2022, Haidai confirmó que las tropas ucranianas se vieron obligadas a retirarse de la ciudad de Popasna para tomar posiciones más fortificadas y agregó que "todo fue destruido allí". Las fuerzas ucranianas anunciaron que se habían retirado de Popasna, lo que permitió a Rusia ocupar por completo la ciudad. El líder checheno de Rusia, Ramzán Kadirov, declaró que sus tropas ahora controlan la mayor parte de la ciudad. La evidencia fotográfica proporcionada por el gobernador del óblast de Lugansk reveló que las fuerzas rusas decapitaron y desmembraron a un soldado ucraniano y exhibieron partes de su cuerpo clavadas en postes en la ciudad capturada.
Dos meses después de la batalla de Popasna, un reportero de Reuters recorrió la ciudad en julio e informó que la ciudad parecía completamente desierta tanto por humanos como por animales, con casi todos sus edificios destruidos o gravemente dañados. En agosto probablemente no había más de 500 residentes en la ciudad. El líder de la República Popular de Lugansk declaró que no tiene sentido reconstruir la ciudad destruida durante el asalto ruso. El 15 de agosto de 2022, se informó que las fuerzas ucranianas atacaron la sede regional del grupo Wagner después de que un reportero pro-Kremlin revelara su ubicación en la calle Mironovskaya 12 en una foto.
En diciembre de 2022, se informó que las fuerzas rusas construyeron múltiples líneas de defensa al oeste de Popasna para mitigar cualquier ataque ucraniano. Estas defensas incluían "dientes de dragón" (obstáculos antitanque de hormigón en forma de pirámide), trincheras (para actuar como trampas para tanques) y fortines.

## Demografía
La evolución de la población de Popasna entre 1923 y 2021 fue la siguiente:
| 5585                                                          | 7745 | 26 350 | 31 027 | 31 012 | 30 209 | 30 257 | 25 951 | 24 112 | 22 211 | 21 917 | 21 241 | 20 600 | 19 672 |
| (Fuente: Cities & Towns of Ukraine y UKRAINE: Größere Städte) |      |        |        |        |        |        |        |        |        |        |        |        |        |

Según el censo de 2001, la lengua materna de la mayoría de los habitantes, el 50,31%, es el ruso; del 49,44% es el ucraniano.

## Economía
La economía de la ciudad estaba predominantemente orientada hacia el transporte ferroviario y la industria del carbón. Había una planta de reparación de automóviles, un depósito de locomotoras, un depósito de automóviles y una empresa receptora de granos.

## Galería

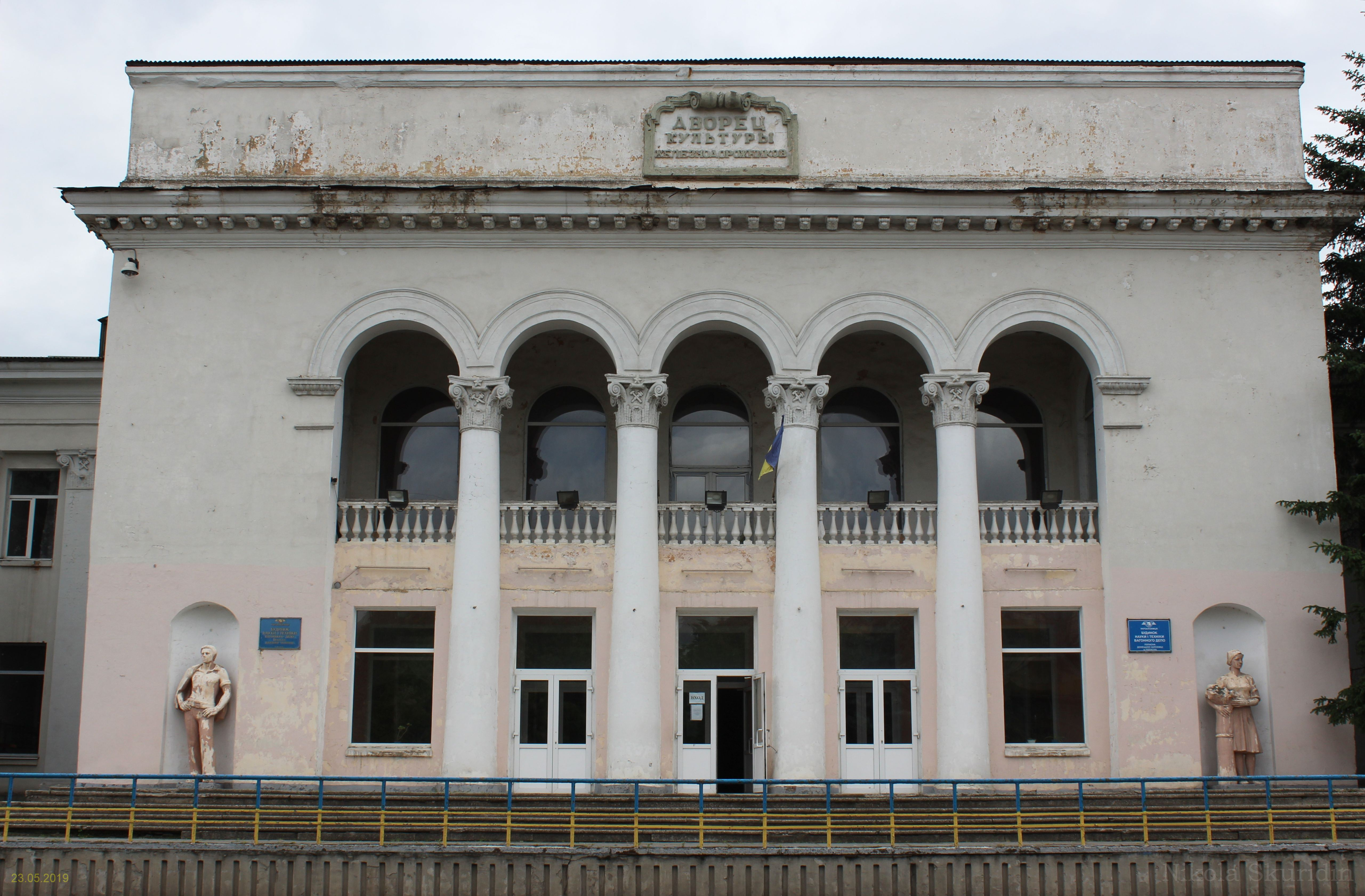
Palacio de la cultura de Popasna
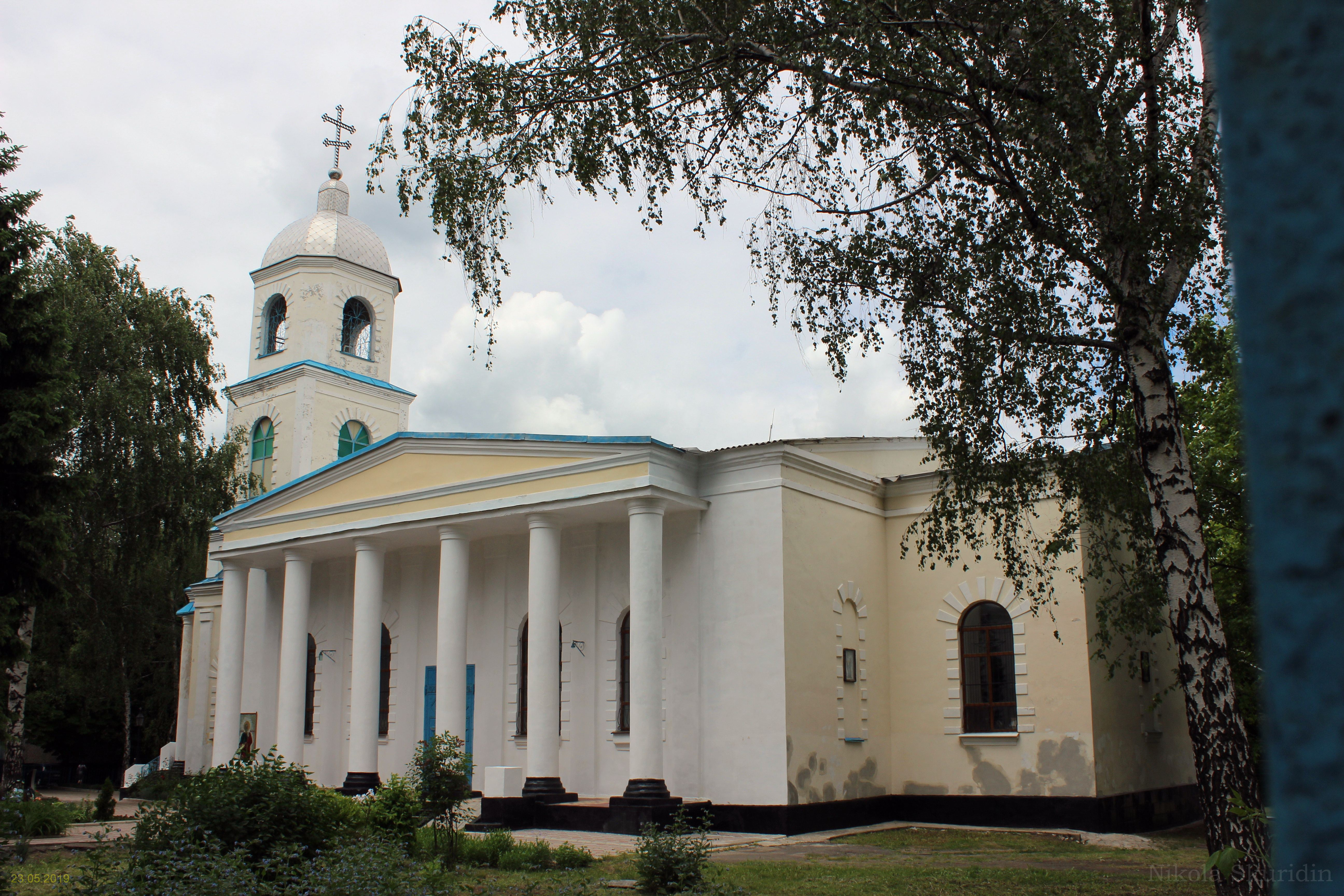
Iglesia de Popasna
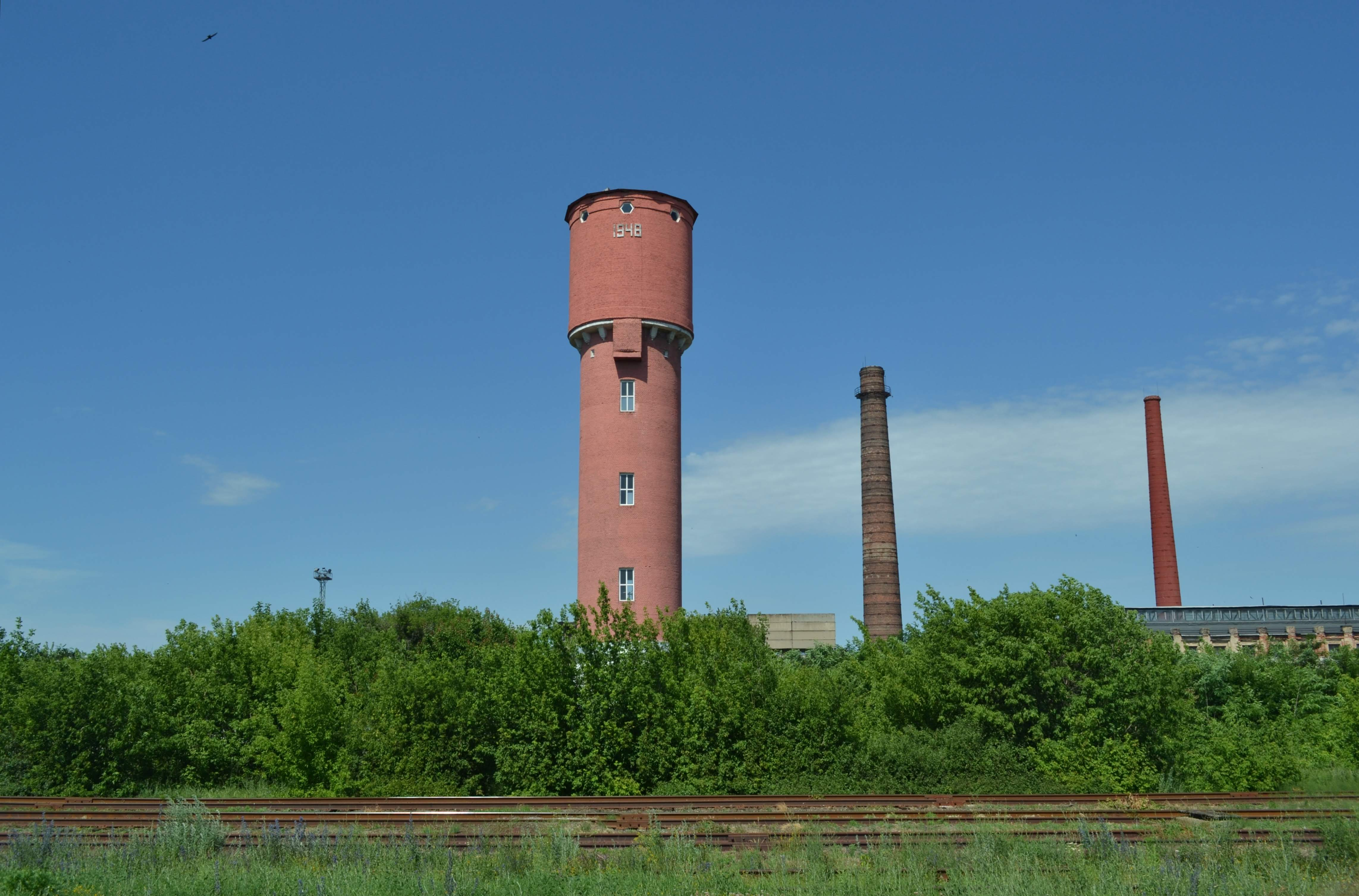
Chimeneas de las fábricas